# Sainte-Justine (Québec)
Pour les articles homonymes, voir Sainte-Justine.
Sainte-Justine est une municipalité du Québec (Canada) au sud-est de Québec, au cœur des Appalaches, à la frontière des États-Unis. Il se situe dans la municipalité régionale de comté des Etchemins, dans la région de Chaudière-Appalaches. Sainte-Justine est aussi la municipalité québécoise avec la plus forte proportion de latino-américains de toute la province. En effet, selon le recensement de 2021, 6,1% des résidents de Sainte-Justine sont latino.

## Toponymie
Le nom de Sainte-Justine évoque Marie-Justine Têtu (1833-1882), fille du lieutenant-colonel de la milice et marchand de Québec, Charles-Hilaire Têtu. Il fait aussi référence à Justine de Padoue, martyre du Ier siècle.

## Histoire

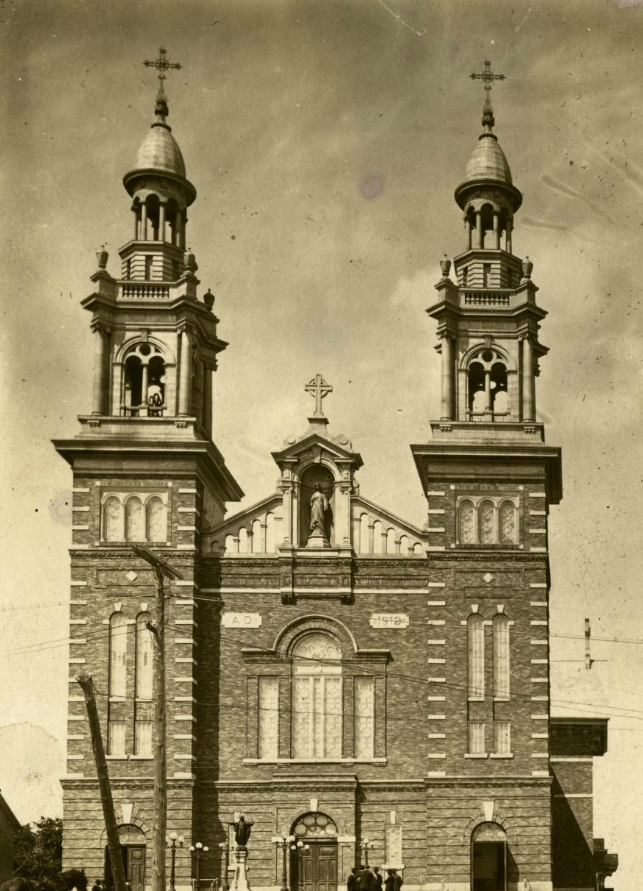
L'église de Sainte-Justine en 1920

On attribue une des premières vagues de colonisation de Sainte-Justine aux moines Trappistes qui sont venus s’y installer le 24 juin 1862 à la suggestion du curé de Sainte-Claire. Des colons de cette paroisse ont aidé les Trappistes à faire le voyage qui se faisait en partie à pieds, le canton de Langevin venant à peine d’être ouvert à la colonisation, et à ériger leur premier abri.
En 1867, la construction du monastère de Notre-Dame de la Trappe du Saint-Esprit est terminée. Il accueillera une soixantaine de religieux en provenance de l’Europe et du Canada. En l’absence de soutien d’une maison-mère et devant les difficultés de recrutement, le 22 octobre 1872, la Trappe du Saint-Esprit sera dissoute et le monastère ainsi que le terrain sur lequel il a été bâti sont vendus. Le premier curé de Sainte-Justine (de 1868 à 1885) était le seul moine à être resté après la vente. Il s’agit de Père Henri de Brie.
Le 23 mai 1936, un incendie détruit l'église, le presbytère et plusieurs maisons. L'église de brique à deux clochers, qui datait de 1911, a été remplacée par un nouvel édifice construit selon les plans de l'architecte Adrien Dufresne.
Le site historique des Pères Trappistes rend hommage aux fondateurs du premier établissement trappiste au Bas-Canada.

### Chronologie
- 1er janvier 1870 : Fondation de la municipalité du township de Langevin.
- 27 janvier 1892 : Le township de Langevin devient la paroisse de Sainte-Justine.
- 12 juin 1993 : Sainte-Justine change son statut pour celui de municipalité.

## Géographie
Le crénon de la rivière Daaquam est situé au sud-est de la municipalité d'où elle coule vers le nord-est, 
la rivière à la Roche traverse la limite nord-est pour y confluer.
La rivière Famine a son crénon au sud du hameau Sainte-Justine-Station d'où elle coule vers le sud-ouest de la municipalité.

## Démographie
| 1871 | 1881 | 1891 | 1901 | 1911  | 1921  | 1931  | 1941  |
| ---- | ---- | ---- | ---- | ----- | ----- | ----- | ----- |
| 406  | 571  | 609  | 959  | 1 542 | 1 666 | 1 822 | 1 780 |

| 1951  | 1956  | 1961  | 1966  | 1971  | 1976  | 1981  | 1986  |
| ----- | ----- | ----- | ----- | ----- | ----- | ----- | ----- |
| 1 904 | 1 980 | 1 972 | 1 971 | 1 911 | 1 945 | 2 020 | 2 035 |

| 1991  | 1996  | 2001  | 2006  | 2011  | 2016  | 2021  | - |
| ----- | ----- | ----- | ----- | ----- | ----- | ----- | - |
| 1 906 | 1 939 | 1 884 | 1 825 | 1 845 | 1 820 | 1 828 | - |

## Administration
Les élections municipales se font en bloc pour le maire et les six conseillers.
| Sainte-Justine Maires depuis 2001                                                                                    |                   |         |          |
| Élection | Maire             | Qualité | Résultat |
| 2001 | Marcel Morissette |         | Voir     |
| 2005 | Marcel Morissette | Voir    |          |
| 2009 | Denis Beaulieu    |         | Voir     |
| 2013 | Denis Beaulieu    | Voir    |          |
| 2017 | Christian Chabot  |         | Voir     |
| 2021 | Christian Chabot  | Voir    |          |
| Élection partielle en italique Depuis 2005, les élections sont simultanées dans toutes les municipalités québécoises |                   |         |          |

## Personnalités liées à la municipalité
- Roch Carrier, (1937-), écrivain.
- Julie Labonté, (1990-), athlète, elle pratique le lancer du poids et le lancer du disque. Elle est présentement dans la NCAA avec les Arizona Wildcats
- Gatien Lapointe, (1931-1983), écrivain et poète.
- Michel Morin, (1946-), journaliste ayant travaillé pour Radio-Canada et pour de nombreux quotidiens tels Le Soleil et La Presse.
- Robert Perron, (1915-1982), journaliste et homme politique.
- Mario Roy, (1973-) initiateur de la « Marche bleue » (2010)[7]
- Alex Tanguay, (1979-), hockeyeur jouant dans la LNH pour les Coyotes de l'Arizona, précédemment : Colorado, Calgary, Montréal, Tampa Bay, Colorado.
- Jean-Nil Chabot, (1940-), premier diacre catholique canadien.

## Attraits touristiques
- Site historique des Pères Trappistes
- La chapelle du Sacré-Cœur et la chapelle Ste-Anne